# Богородице дјево
Богородице дјево је кратка хришћанска молитва Богородици (Дјеви Марији). Обично је изводе појци на литургијама и богослужењима у православним црквама и манастирима.
Молитва на српском језику гласи:
Богородице дјево, радуј се,
благодатна Маријо,
Господ је с тобом;
благословена си ти међу женама,
и благословен је Плод утробе Твоје,
јер си родила Спаситеља душа наших.
Оригинал грч. 

## Историја
Према архиепископу Аверкију постојало је мишљење о ауторству светог Кирила Александријског.
Прототип овог тропара налази се у спомен молитви (за трансупстанцијацију светих дарова) на древној литургији апостола Јакова. У њеном најстаријем сачуваном списку (X века) налазе се речи: „Запамти, Господе, глас арханђела, говорећи: Радуј се, благодатна, Господ је с тобом, благословена си ти међу женама и благословен је плод утробе твоје, јер си родила Спаситеља душа наших“.

## Литургијска употреба

### На вечерњој молитви
Богородица дјево, као тропар вечерње у част недеље свеноћно бденије, пева се 4. гласом и, због своје посебне свечаности, пева се три пута (изузетак су службе са којима је повезано неко друго велико сећање на пример Недеља отаца). У петак на вечерњу богородичан васкрсан владајућег гласа. Ако су два света и сваки има тропар, онда се тропар другог поји са славом, а на: и ниње: богородичан по гласу тропара другог светог и по дану. Ако је свети са великим славословљем, онда се на: слава и ниње: поји богородичан васкрсан по гласу тропара светога. Ако је пред или попразништво Христовог или Богородичног празника, онда се на: слава и ниње поји тропар предпразништва, односно празника.
Напомена: На вечерњи се узима највише три тропара рачунајући и богородичан.

### У јутарњим молитвама
„Богородице Дјево...“ чита се и на крају свакодневних кућних или келијских јутарњих молитви свих православних верника. У кратком „Серафимском правилу“, Преподобни Серафим Саровски је благословио својим духовним чедима да увек када чине литијски вход по Канавки, читају 150 пута Богородице Дјево... Богородичино правило, које садржи целокупни земни живот Пресвете Мајке Божије, подељено је на 15 ступњева, по најважнијим догађајима из Њеног живота. По откривењу саме Богородице, испуњавање овог Правила важније је од Акатиста, и ко ово Правило испуњава бива под нарочитим покровитељством Царице Небесне.

### Побожни обичаји
- Пре јела, певања / читања Господње молитве „Оче наш“ препоручује се додавање молитве „Богородице Дјево, радуј се благодатна Маријо“.
- Током дугих литија крста и масовних ходочашћа, поклоници често певају Исусову молитву која се лако памти и ову песму Пресвете Богородице. „Богородице Дјево, радуј се благодатна Маријо“.
- После појања тајног стиха на Литургији, мирјани који се причешћу слушају речи правила за свето причешће, беседе, поуке за празник који се догодио, у животу светаца или певају познате химне, врло често „Богородице Дјево, радуј се благодатна Маријо“.